# Politie Gooi en Vechtstreek
Het politiedistrict Gooi en Vechtstreek is een district in de eenheid Midden-Nederland. Deze regionale eenheid beslaat 41 gemeenten binnen Utrecht, Flevoland en Gooi en Vechtstreek en heeft vijf districten, waaronder het district Gooi en Vechtstreek. De grenzen van dit politiedistrict zijn gelijk aan die van de veiligheidsregio Gooi en Vechtstreek.
Het hoofdbureau van politie Gooi en Vechtstreek is gevestigd in Hilversum.

## De regio
Ondanks het kleine oppervlak van de regio (27.343 hectare), is de Gooi en Vechtstreek een divers gebied. Het Gooi herbergt grote villawijken in onder meer Blaricum en Laren. De Loosdrechtse Plassen, die binnen de gemeente Wijdemeren vallen, en daarmee binnen deze politieregio, trekken in de zomermaanden veel toerisme. Het Mediapark in Hilversum valt ook binnen de voormalige politieregio. 

## Beheer
De driehoek van elk basisteam wordt gevormd door de teamchef van het basisteam, de burgemeesters van de gemeenten van elk basisteam, en de officier van Justitie. Zij voeren op basisteamniveau overleg over de taakuitvoering van de politie en maken in de driehoek afspraken over de inzet van de politie.

## Districten
Het district is verdeeld in twee gebieden en basisteams: Zuid en Noord.
Onder basisteam Zuid vallen de gemeenten Hilversum, Wijdemeren.
Basisteam Noord omvat de gemeenten Blaricum, Huizen, Laren, Gooise Meren.

## Nationale politie
Bij de invoering van de Nationale Politie op 1 januari 2013 is Gooi en Vechtstreek samengevoegd met de korpsen Utrecht en Flevoland tot de Regionale Eenheid Midden-Nederland, een van de tien regionale eenheden. In 2010 was er een wetsvoorstel ingediend voor de fusie van Gooi en Vechtstreek en Flevoland tot de nieuwe politieregio Gooi-Flevoland; door de invoering van de Nationale Politie werd dit voorstel echter in oktober 2012 weer ingetrokken.

## Bureaus
- Bureau Hilversum
- Bureau Naarden

Bestaande regionale politieeenheden:
Noord-Nederland ·
Oost-Nederland ·
Midden-Nederland ·
Noord-Holland ·
Amsterdam ·
Den Haag ·
Rotterdam ·
Zeeland - West-Brabant ·
Oost-Brabant ·
Limburg ·
Eenheid Landelijke Expertise en Operaties ·
Eenheid Landelijke Opsporing en Interventies

Voormalige eenheden:
Landelijke Eenheid
Voormalige regiokorpsen:
Politie Groningen ·
Politie Fryslân ·
Politie Drenthe ·
Politie IJsselland ·
Politie Twente ·
Politie Noord- en Oost-Gelderland ·
Politie Gelderland-Midden ·
Politie Gelderland-Zuid ·
Politie Utrecht ·
Politie Noord-Holland-Noord ·
Politie Zaanstreek-Waterland ·
Politie Kennemerland ·
Politie Amsterdam-Amstelland ·
Politie Gooi en Vechtstreek ·
Politie Haaglanden ·
Politie Hollands Midden ·
Politie Rotterdam-Rijnmond ·
Politie Zuid-Holland-Zuid ·
Politie Zeeland ·
Politie Midden- en West-Brabant ·
Politie Brabant-Noord ·
Politie Brabant-Zuidoost ·
Politie Limburg-Noord ·
Politie Limburg-Zuid ·
Politie Flevoland ·